# Veblen (Dakota del Sur)
Veblen es una ciudad ubicada en el condado de Marshall en el estado estadounidense de Dakota del Sur. En el Censo de 2010 tenía una población de 531 habitantes y una densidad poblacional de 652,93 personas por km².

## Geografía
Veblen se encuentra ubicada en las coordenadas 45°51′43″N 97°17′13″O / 45.86194, -97.28694. Según la Oficina del Censo de los Estados Unidos, Veblen tiene una superficie total de 0.81 km², de la cual 0.81 km² corresponden a tierra firme y (0%) 0 km² es agua.

## Demografía
Según el censo de 2010, había 531 personas residiendo en Veblen. La densidad de población era de 652,93 hab./km². De los 531 habitantes, Veblen estaba compuesto por el 37.1% blancos, el 0.19% eran afroamericanos, el 12.62% eran amerindios, el 0% eran asiáticos, el 0% eran isleños del Pacífico, el 47.83% eran de otras razas y el 2.26% pertenecían a dos o más razas. Del total de la población el 52.92% eran hispanos o latinos de cualquier raza.